# Praça da Bandeira (escola de samba)
GRES Praça da Bandeira é uma escola de samba de Boa Vista, capital do estado brasileiro de Roraima.

## História
A escola foi campeã do 2º grupo, em 1995, e no ano seguinte foi vice-campeã do 1º grupo. A escola se tornou campeã do grupo especial consecutivamente, nos anos 1997/1998/1999/2000/2001/2002.
Em 2003, a escola não desfilou e em 2004 ficou com a quarta colocação. No ano seguinte consagrou-se Campeã, já em 2006 a escola foi vice-campeã. Em 2007, 2008 e em 2009 se sagrou Tri-campeã do carnaval.
Na busca pelo tetra, a escola escolheu o enredo o Continente perdido “Atlântida”, obtendo o tetracampeonato. com 184 pontos. No entanto, o título é contestado na justiça pela vice-campeã Império Roraimense.
Em 2011, não houve Carnaval em Boa Vista, e em 2012, as cinco escolas foram divididas em dois grupos.

## Carnavais
| Ano  | Colocação    | Grupo    | Enredo                                                   | Carnavalesco | Ref   |
| ---- | ------------ | -------- | -------------------------------------------------------- | ------------ | ----- |
| 2010 | Não desfilou |          |                                                          |              |       |
| 2004 | 4º lugar     |          |                                                          |              |       |
| 2005 | Campeã       |          |                                                          |              |       |
| 2006 | Vice-campeã' |          |                                                          |              |       |
| 2007 | Campeã       |          |                                                          |              |       |
| 2008 | Campeã       |          |                                                          |              |       |
| 2009 | Campeã       |          |                                                          |              |       |
| 2010 | Campeã       |          |                                                          |              |       |
| 2011 | Não desfilou | -        | -                                                        |              |       |
| 2012 |              | Especial | A Praça canta teu berço histórico... Ó Boa Vista querida |              |       |
| 2015 | -            | -        | Não houve desfile                                        | -            | [ 9 ] |